# Weißer Marlin

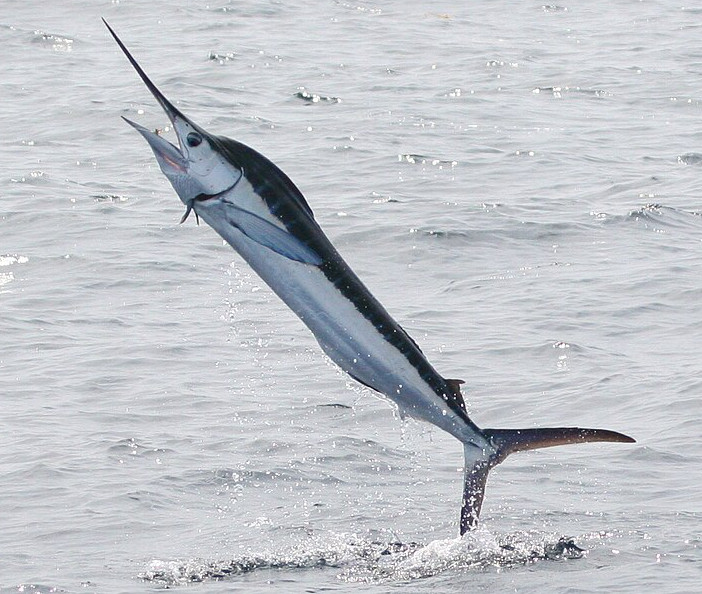

Der Weiße Marlin (Kajikia albida) ist ein großer ozeanischer Raubfisch, der im Atlantik vorkommt, während seine Schwesterart, der Gestreifte Marlin (Kajikia audax), den Indopazifik besiedelt.

## Merkmale
Der Weiße Marlin wird ca. 3 m lang und über 80 kg schwer. Die Haut ist mit sehr kleinen, spitzen Schuppen bedeckt (auch auf dem Rostrum oder „Schnabel“), ähnelt also etwas der der Haie. Die Färbung des Rückens ist ein sattes Dunkelblau, meist mit 16 bis 22 schmalen, hellen Sattelbinden; die Seiten sind silberweiß, oft aber bräunlich gewölkt. Die langgestreckte Rückenflosse ist im vorderen Abschnitt am höchsten, fällt dann langsam ab und bildet auf dem Schwanz einen breit flösselartigen Abschnitt aus; beide Abschnitte sind dunkelblau, der vordere Bereich ist vorne schwarz punktiert. Brust- und Afterflosse sind dunkelblau (fast schwarz), letztere ist zweigeteilt. Die Brustflosse, die eine abgerundete Spitze hat, zeigt oft helle Flecken. Die Bauchflossen sind steife Gerten von Brustflossen-Länge. Die Schwanzflosse ist eher dunkelbraun und erstaunlich schmal (wenn man bedenkt, dass sie den Haupt-Vortriebsmechanismus darstellt). Sie ist steif und hoch, fast sichelförmig. Bei Jungfischen von etwa 12 cm Länge ist die Rückenflosse noch segelförmig und trägt einige Augenflecken. 
Flossenformel: D 43–52 (Hartstrahlen), A 17–23, P 18–21, V I/2, C 18–19. Der Fisch hat (2n=) 48 Chromosomen, 24 Wirbel und keine Kiemenreuse.

## Verbreitung
Die nördliche Verbreitungsgrenze verläuft etwa zwischen Cape Hatteras und der Biskaya, die südliche zwischen dem Mar del Plata (der Fisch meidet aber Aussüßungszonen) und der Kapregion Südafrikas. Schon im Ärmelkanal ist dieser Speerfisch sehr selten, besonders im Winter und Frühling, zumal er seichtere Gewässer (< 100 m) und Wassertemperaturen unter 22 °C meidet.
Der Weiße Marlin lebt in den subtropischen bis tropischen Teilen des Atlantiks, selten auch in der westlichen Hälfte des Mittelmeeres (s. dazu auch den Mittelmeer-Marlin). Obwohl die Tetrapturus-Arten weniger an den Kontinentalschelf gebunden sind als die Istiophorus-Arten und sogar noch sesshafter sind, kommen sie in der küstenfernen Hochsee selten vor. Es ist daher unklar, ob es gemäß den oberflächlichen Meeresströmungs-Systemen zwei distinkte Populationen (eine nord- und eine südatlantische) gibt. 

Stärkere Meeresströmungen machen ihm nichts aus. Besonders gern findet er sich an Wassermassen-Grenzen, Auftriebszonen, Abbruchskanten und über unterseeischen Schluchten ein. 

## Ernährung
Schwarmfische (wie z. B. Heringe, Fliegende Fische, Makrelen, Mondfische, Barsche), Kalmare und sogar kleinere Haie stellen die Hauptnahrung des Marlins dar. Er jagt diese einzeln oder in lockeren Verbänden. Durch Schlagen mit dem Rostrum macht er seine Beute fluchtunfähig.

## Vermehrung
Ab einer Größe von ca. 1,3 m erreicht der Weiße Marlin die Geschlechtsreife, wobei die weiblichen Tiere stets größer sind als die Männchen.
Der Weiße Marlin laicht fern von der Küste, bei 24–29 °C, im freien Wasser (Nakamura 1985).

## Bedrohung
Der Weiße Marlin ist sowohl ein gesuchter Speise- wie auch ein berühmter Sportfisch, der durch seine gewaltigen Luftsprünge beim Hochsee-Angeln auffällt. Trotz der Schutz-Politik, die zur Arterhaltung beitragen sollte, befindet sich der Weiße Marlin am Rand der Ausrottung. 

Während die größte Gefahr von industrieller Langleinenfischerei ausgeht, nimmt die Gefahr durch Schleppfischen nur eine unwesentliche Rolle ein. Es zeigte sich aber, dass Weiße Marline mit der Langleine nur in ihrem natürlichen Lebensraum, zwischen 25 m und 175 m Tiefe, gefangen werden. Ein gezielter Schutz ist also möglich, denn andere begehrte Fische gehen tiefer.
Zu den Bedrohungen für den Marlin gehören auch schnelle Haie wie der Weiße Hai (Carcharodon carcharias), Makohaie (Isurus) sowie die kleinen Zigarrenhaie (Isistius), die ihm manchmal Löcher in die Haut schneiden. Daneben gibt es auch die üblichen Ekto- und Endoparasiten, gegen die weder Schnellschwimmen noch Luftsprünge helfen.

## Belege
1. ↑  Zur Biologie siehe besonders http://www.flmnh.ufl.edu/fish/gallery/descript/whitemarlin/whitemarlin.html
2. ↑  http://www.bigmarinefish.com/white_marlin_ESA_listing_petition_pg1.html
3. ↑   Report of the 2006 ICCAT Billfish Stock Assessment (Memento vom 3. Juli 2007 im Internet Archive)